# Distrito de Serere
El Distrito de Serere es uno de los ciento once distritos administrativos que dan origen a la actual organización territorial de la República de Uganda. Su ciudad capital es la ciudad de Serere.

## Localización
Este distrito administrativo ugandés limita con el Distrito de Kaberamaido por el oeste, al sur limita con el Distrito de Buyende, el Distrito de Pallisa y con el Distrito de Kaliro, al norte limita con el Distrito de Soroti y por el este comparte fronteras con el Distrito de Ngora.

## Población
El distrito de Serere cuenta con una población total de 104.398 habitantes según las cifras suministradas por el censo poblacional llevado a cabo durante el año 2002 en Uganda.